# Russula turci
Russula turci é um fungo que pertence ao gênero de cogumelos Russula na ordem Russulales. A espécie foi descrita cientificamente em 1882.